# Ceriana speiseri
Ceriana speiseri är en tvåvingeart som först beskrevs av Herve-bazin 1913.  Ceriana speiseri ingår i släktet griffelblomflugor, och familjen blomflugor. Inga underarter finns listade i Catalogue of Life.